# Serena Ceci
Serena Ceci (Poggibonsi, 2 luglio 1993) è una calciatrice italiana, centrocampista del Pontedera.

## Caratteristiche tecniche
Gioca nel ruolo di centrocampista, anche se la sua duttilità l'ha portata nell'arco della sua carriera a ricoprire anche ruoli di difesa e di attacco.

## Carriera

### Giovanili
Nata a Poggibonsi ma cresciuta con i genitori a Colle di Val d'Elsa, Serena Ceci si appassiona fin da giovanissima al gioco del calcio, decidendo di tesserarsi con la Virtus Poggibonsi, società nella quale tira i primi calci giocando con i maschietti nella squadra esordienti. Rimane per lungo tempo nella squadra, tanto da guadagnare la fascia di capitano della Virtus, ruolo che ricoprirà sino ai tredici anni, età massima prevista dalla federazione per giocare nelle formazioni miste. Dopo un provino effettuato con il Siena ha l'opportunità di continuare l'attività agonistica in una formazione interamente femminile.

### Gli esordi a Siena
In età per disputare il campionato giovanissime, Ceci si fa notare in una gara dove, mancando il portiere, si fa schierare in porta ma riesce a realizzare ben due reti facendo coast to coast.
Dato il livello eccessivo per la categoria, viene quindi subito aggregata alla squadra Primavera.
Anche qui l'esordio è significativo: nelle dieci gare del girone di andata realizza undici reti, pur essendo un centrocampista, di cui quattro solo nella gara Pisa-Siena 5-4 (a tuttora il suo record di gol in una partita). Le prestazioni le fruttano, nonostante la giovanissima età, l'inserimento in rosa con la prima squadra e l'esordio nel campionato di serie B, dove il 25 novembre 2007, alla terza presenza, segna la prima rete in carriera in un campionato maggiore, all'età di 14 anni e 146 giorni. Questo è tuttora il gol più giovane di una calciatrice senese in un campionato maggiore. Per il resto della stagione disputa sia gli incontri del Campionato Primavera, il sabato, che quelli di Serie B alla domenica. Smarrisce la vena realizzativa nel campionato under 18, ma segna una seconda e decisiva rete in serie B il 16 marzo, nell'incontro Sarzanese-Siena 2-4, che dà la quasi matematica salvezza alle bianconere ai danni delle stesse Free Sisters.

### Promozione in serie A2 e nazionale
Visto il notevole apporto dato alla salvezza l'anno precedente, per la stagione 2008-2009 Ceci viene inserita con priorità nella rosa di B, e solo opzionalmente in quella della Primavera. Ciononostante, con la maglia dell'Under-18, segnerà 8 reti in 5 partite.
Ma è in serie B che la calciatrice conoscerà una delle sue annate migliori: il Siena, partito per salvarsi, si ritrova in vetta alla classifica anche grazie a tre gol e numerosi assist della quindicenne colligiana, ormai titolare inamovibile. Le prestazioni convincenti le fruttano la convocazione da parte del responsabile tecnico Enrico Sbardella per una settimana di stage (20-27 aprile) a Lignano Sabbiadoro nella nazionale italiana Under-17, nel corso dei quali l'atleta senese corona il sogno di vestire la maglia azzurra.
Il 3 maggio 2009 il Siena si reca in trasferta a Lecce per giocare l'incontro della 20ª giornata contro il Salento Donne, dove in caso di vittoria otterrebbe la matematica promozione in serie A2. Decidendo di scendere in campo nonostante un grave lutto familiare che l'ha colpita soltanto due giorni prima, Ceci realizza la rete che sblocca il risultato; la partita terminerà poi 3-0, regalando alle bianconere la prima storica promozione in A2.
Ceci si ripeterà anche la domenica successiva, nel 6-1 alla Laurenthiana con cui le senesi festeggeranno la promozione davanti al proprio pubblico, portando a cinque il bottino di reti stagionali.

### A2 e prima promozione in Serie A
Tutto sembra presagire a un'annata di soddisfazioni e di ulteriore affermazione personale, se non che Ceci all'inizio della stagione 2009-2010, dopo alcuni contrasti con la dirigenza, finisce per fare un passo indietro disputando la quasi totalità della stagione con la Primavera. Il tecnico Oliviero Montanelli decide di impiegarla solamente verso il termine del campionato, dove fa il suo esordio in Serie A2 il 21 marzo 2010, alla 16ª giornata, dove il Siena termina sullo 0-0 l'incontro con l'Allservicesystem Oristano. Ciò non le impedisce tuttavia di realizzare le prime due reti nella categoria, grazie alla sua prima doppietta in prima squadra, nel 3-0 contro l'Olbia.
Ceci torna titolare quasi inamovibile nel campionato seguente, dove per la prima volta in carriera non riesce a realizzare alcuna rete, con una stagione coronata dalla sola trasformazione ai tiri di rigore nella gara di Coppa Italia Eurnova-Siena. Condivide tuttavia con le compagne un tranquillo campionato di metà classifica raggiungendo al suo termine un'agevole salvezza.
Visti i buoni risultati, Ceci viene riconfermata, come gran parte della rosa, per la stagione 2011-2012. Durante il campionato ritorna protagonista dell'attacco senese, causa di alcune carenze di organico, giocando come prima punta e realizzando 7 reti, contribuendo all'accesso della squadra ai play off per la promozione in serie A.
Un'ammonizione nella semifinale contro la Res Roma, vinta ai rigori (errore indolore per lei al settimo degli undici tiri dal dischetto necessari), impedisce al talento colligiano di disputare la finalissima, nella quale il Siena calcio femminile raggiunge la promozione in Serie A.

### Passaggio alla Scalese e nuova promozione in A
La crisi che colpisce la Banca Monte dei Paschi di Siena impedisce però al Siena di iscriversi, costringendo così Ceci, dopo cinque anni di successi, a cambiare casacca. La scelta della ormai diciannovenne centrocampista ricade perciò sulla Scalese di San Miniato, che disputa il campionato di A2, a cui peraltro la giocatrice aveva segnato una bellissima e pesantissima rete l'anno precedente.
Impiegata inizialmente nell'inedito ruolo di terzino, realizza comunque un gol che permette alle azzurre di vincere il derby toscano con il Castelfranco. Una serie di alterne vicende porta la squadra pisana a difendere un sorprendente primo posto all'ultima giornata contro la Molassana Boero, altra squadra cui Ceci aveva segnato l'anno precedente.
Alla fine del primo tempo, la giocatrice colligiana indovina un gran tiro da fuori che s'insacca all'angolino raddoppiando il vantaggio della Scalese, che grazie al 2-1 finale e al gol di Ceci conquista la promozione in Serie A, la seconda consecutiva per la giovane calciatrice.

### Serie A
Dopo aver realizzato una tripletta nella gara di Coppa Italia contro la Sarzanese (8-0), sua migliore prestazione di sempre con la prima squadra, il 29 settembre 2013 Ceci esordisce finalmente in Serie A. In quell'occasione, coglie subito il primo successo contro l'Inter Milano, che peraltro tifa a livello maschile.
In seguito, una serie di problemi fisici iniziano ad affliggerla, costringendola a giocare in precarie condizioni ed infine a fermarsi per qualche settimana, ma ciò non le impedisce di riprendere il suo posto in campo nelle ultime giornate e sfiorare la prima rete in serie A, colpendo il palo nella vittoria contro il Napoli dell'ultima giornata.

### Il ritorno a Siena
Dopo la difficile stagione, culminata con la retrocessione in Serie B, Ceci decide di cambiare società,  orientata inizialmente ad una avventura all'estero. Tuttavia, decide in seguito di accettare la proposta del Siena per ripartire, tornando alla società che l'ha fatta debuttare nella formazione titolare, dalla Serie C. Veste la maglia bianconera per una sola stagione, lasciando la squadra che al termine della stagione 2014-2015 si classifica al primo posto nel girone unico, ottenendo la promozione in Serie B, e arriva a disputare la finale di Coppa Toscana.

### Il Pisa
Durante l'estate 2015 decide di trasferirsi al Pisa anche per meglio conciliare gli impegni di lavoro con quelli agonistici in quanto la squadra è iscritta alla Serie C Toscana. ancora una volta arriva a disputare la finale di Coppa Toscana, persa ai tiri di rigore con la Florentia S.G..

### Il trasferimento al Florentia
Reduce dall'ultima stagione in nerazzurro, dove realizza 20 reti, durante il calciomercato estivo 2017 sottoscrive un accordo con la Florentia neopromosso in Serie B. Con le nuove compagne condivide la stagione che vede la squadra protagonista del girone A, prima vincitrice del girone, imbattuta con 24 vittorie e 4 pareggi, e vede conquistare l'accesso alla Serie A nello spareggio promozione ai danni della Roma CF con vittoria per 3-0.

## Statistiche

### Presenze e reti nei club
Statistiche aggiornate al 15 maggio 2022.
| Stagione         | Squadra          | Campionato       | Campionato | Campionato | Coppe nazionali | Coppe nazionali | Coppe nazionali | Altre Competizioni | Altre Competizioni | Altre Competizioni | Totale | Totale |
| Stagione         | Squadra          | Comp             | Pres       | Reti       | Comp            | Pres            | Reti            | Comp               | Pres               | Reti               | Pres   | Reti   |
| ---------------- | ---------------- | ---------------- | ---------- | ---------- | --------------- | --------------- | --------------- | ------------------ | ------------------ | ------------------ | ------ | ------ |
| 2007-2008        | Siena            | B                | 9          | 2          | CI              | -               | -               | U18                | 17                 | 12                 | 26     | 14     |
| 2008-2009        | Siena            | B                | 19         | 5          | CI              | -               | -               | U18                | 5                  | 8                  | 24     | 13     |
| 2009-2010        | Siena            | A2               | 3          | 2          | CI              | 1               | 0               | U18                | 10                 | 7                  | 14     | 9      |
| 2010-2011        | Siena            | A2               | 22         | 0          | CI              | 2               | 0               | -                  | -                  | -                  | 24     | 0      |
| 2011-2012        | Siena            | A2               | 23         | 7          | CI              | 1               | 0               | U18                | 1                  | 1                  | 25     | 8      |
|                  |                  |                  |            |            |                 |                 |                 |                    |                    |                    |        |        |
| 2012-2013        | Scalese          | A2               | 21         | 2          | CI              | 1               | 0               | U18                | 3                  | 4                  | 25     | 6      |
| 2013-2014        | Scalese          | A                | 18         | 0          | CI              | 2               | 3               | -                  | -                  | -                  | 13     | 3      |
| Totale Scalese   | Totale Scalese   | Totale Scalese   | 39         | 2          |                 | 3               | 3               |                    | 3                  | 4                  | 43     | 9      |
| 2014-2015        | Siena            | C                | ?          | ?          | -               | -               | -               | C.T.               | 1                  | 1                  | 1      | 1      |
| 2015-2016        | Siena            | C                | ?          | ?          | -               | -               | -               | C.T.               | ?                  | ?                  | ?      | ?      |
| Totale Siena     | Totale Siena     | Totale Siena     | 76         | 16         |                 | 4               | 0               |                    | 34*                | 29*                | 114    | 45     |
| 2016-2017        | Pisa             | C                | ?          | ?          | -               | -               | -               | C.T.               | ?                  | ?                  | ?      | ?      |
| 2017-2018        | Florentia        | B                | 26+1       | 3          | CI              | 3               | 2               | -                  | -                  | -                  | 29+1   | 5      |
| 2018-2019        | Florentia        | A                | 15         | 0          | CI              | 1               | 0               | -                  | -                  | -                  | 16     | 0      |
| 2019-2020        | Florentia        | A                | 14         | 0          | CI              | 2               | 0               | -                  | -                  | -                  | 0      | 0      |
| 2020-2021        | Florentia        | A                | 19         | 0          | CI              | 4               | 0               | -                  | -                  | -                  | 23     | 0      |
| Totale Florentia | Totale Florentia | Totale Florentia | 75         | 3          |                 | 10              | 2               |                    | -                  | -                  | 85     | 5      |
| 2021-2022        | Fiorentina       | A                | 3          | 0          | CI              | 1               | 0               |                    | -                  | -                  | 4      | 0      |
| Totale           | Totale           | Totale           | 193        | 21         |                 | 18              | 5               |                    | 37*                | 33*                | 246    | 59     |

Legenda:
- U18 = Campionato Primavera
- C.T.= Coppa Toscana
- *= Campionato Primavera 36 presenze, 32 reti;
Coppa Toscana: 1 presenza, 1 rete.

## Palmarès

### Club
- Campionato italiano di Serie A2: 2

Siena: 2011-2012
Scalese: 2012-2013
- Campionato italiano di Serie B: 2

Siena: 2008-2009
Florentia: 2017-2018
- Serie C (calcio femminile): 2

Siena: 2014-2015
Pisa: 2016-2017